# Maurice Léger
Maurice Léger né le 14 décembre 1873 à Paris et mort le 27 juillet 1948 à Belle-Île-en-Mer, est un ingénieur français, inventeur d'hélicoptères.

## Biographie
Ingénieur mécanicien de l'École centrale Paris (promotion 1896), il fait son service militaire dans l'artillerie puis est recruté en 1899 par la Société des bains de mer de Monte-Carlo.
En février 1901, il dépose une demande de brevet pour un « hélicoptère ou appareil volant dirigeable plus lourd que l'air mû par des hélices ». En 1903, il crée la Société des hélicoptères Léger avec l'aide de Jules Richard alors directeur du Musée océanographique de Monaco.
En juin 1906, Maurice Léger s'installe au château de Marchais, dans l'Aisne, appartenant à la famille Grimaldi de Monaco pour mettre au point son prototype d'hélicoptère. Il décollera de 80 cm, avec un pilote à bord le 13 juin 1907, mais ses essais prometteurs s'arrêteront là.
Sa conception est déjà très moderne car elle comporte deux rotors bipales à pas variable tournant en sens inverse et dont l'axe commun peut s'incliner pour provoquer une translation de l'appareil.